# Sigibert III.
Sigibert III. (oko 630. – 1. veljače 656.), franački kralj Austrazije iz Merovinške dinastije, koji je vladao od 634. do smrti. 

## Životopis
Bio je najstariji sin franačkog kralja Dagoberta I. koji je nakon očeve smrti dobio vlast nad Austrazijom. S obzirom na to da je bio dijete, pravu vlast je na početku imao majordom Pipin Landenski. Iako je imao deset godina, pokušao je na čelu austrazijske vojske 640. pokoriti susjednu Tiringiju; međutim, u tom pohodu ga je porazio tirinški kralj vojvoda Radulph. Fredegarova kronika navodi da je plakao na bojištu. Tradicionalno se smatra da je taj poraz, koji je jasno pokazao da djeca-kraljevi ne mogu voditi vojsku, vlast nad franačkim zemljama stavio u ruke moćnih majordoma.
Pipina Landenskog je, pak, na mjestu majordoma naslijedio njegov sin Grimoald Stariji. On je iskoristio činjenicu da mladi kralj nema svog sina, te ga nagovorio posvojiti njegovog sina Hildeberta, učinivši ga tako prijestonasljednikom. Kada je Sigibert dobio svog biološkog sina Dagoberta, Grimoald ga je dao protjerati s dvora. 
Iako ga se je upamtilo kao neodlučna i slaba vladara, odnosno kao prvog od roi fainéant - "lijenih kraljeva" koji će obilježiti ostatak postojanja merovinške dinastije, srednjovjekovne kronike su također navele da je obilato financijski i na drugi način pomagao samostane i Crkvu. Zbog toga je proglašen svetcem, odnosno zaštitnikom grada Nancyja U tamošnjoj katedrali se čuvaju njegovi posmrtni ostatci, koji su bili oskrnavljeni za vrijeme Francuske revolucije.